# Яхіко

37°41′ пн. ш. 138°51′ сх. д. / 37.683° пн. ш. 138.850° сх. д.
Яхі́ко (яп. 弥彦村, やひこむら, МФА: [jaçiko muɾa]) — село в Японії, в повіті Нісі-Камбара префектури Ніїґата. Станом на 1 квітня 2009 площа села становила 25,16 км². Станом на 1 червня 2011 населення села становило 8537 осіб.